# クライナ・セルビア人共和国

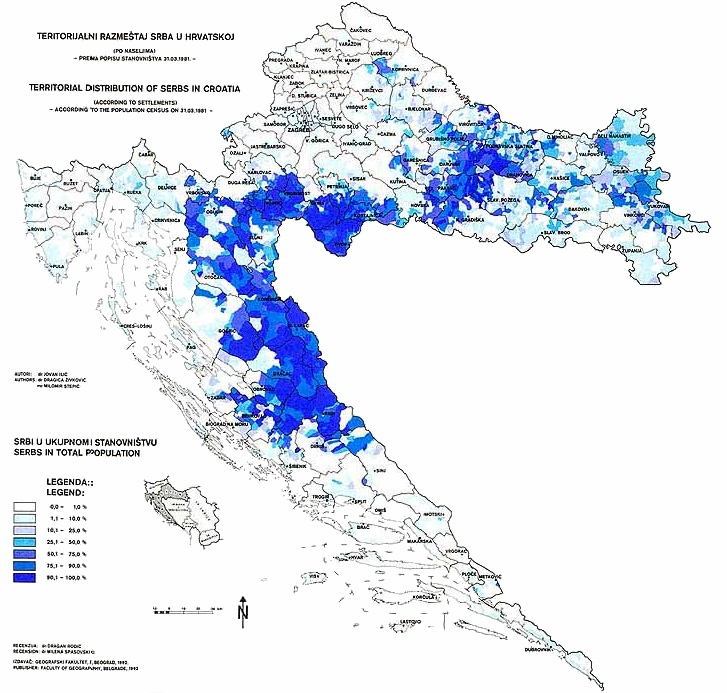
1981年の国勢調査に基づく、クロアチア領内のセルビア人比率

クライナ・セルビア人共和国
Република Српска Крајина (セルビア語)

クライナ・セルビア人共和国の地図

クライナ・セルビア人共和国（クライナ・セルビアじんきょうわこく、セルビア語: Република Српска Крајина, РСК / Republika Srpska Krajina, RSK）は、1990年代の前半にクロアチアの領内で独立を宣言し、事実上独立していた国家である。1991年に設立されたが、国際的にはいかなる国家からも承認されていない。その大部分は1995年にクロアチア軍による嵐作戦によって一掃されたが、東スラヴォニアに残された一部は国際連合の監視下で1998年まで東スラヴォニア・バラニャおよび西スレム・セルビア人自治州として存続し、その後平和的にクロアチア領に復した。

## クライナの起源
「クライナ」の呼称は、16世紀にハプスブルク君主国内のクロアチアとスラヴォニアの一部から分離され設置された「軍政国境地帯」に由来する。これは、オスマン帝国による拡張に対する防衛上の理由によるものであった。多くのクロアチア人、セルビア人、ヴラフ人が付近のオスマン帝国領のセルビアおよびボスニアから移り住み、また守衛隊のドイツ人の兵士もオスマン帝国との戦いのためにこの地に移った。オーストリア人はこの防衛線地帯をウィーンの軍事司令部から支配し、同地を王領とはしなかった。地域の居住地を支援する幾らかの特別の権利が与えられたものの、不毛で、戦争によって疲弊した土地であった。1869年から1871年にかけて、この軍事支配地域は解体への動きが実現された。1876年11月5日、この地域に住むセルビア人に、クロアチア領となることへ賛同させるため、議会（Sabor）は「クロアチア・スラヴォニア・ダルマチア3重王国は、国内に住むセルビア人およびヴラフ人を、クロアチア人と同等で対等であることを認める。」と厳かに宣言した。その後、1881年に軍政国境地帯は解体され、ハプスブルク帝国内のクロアチアの一部へと再編された。

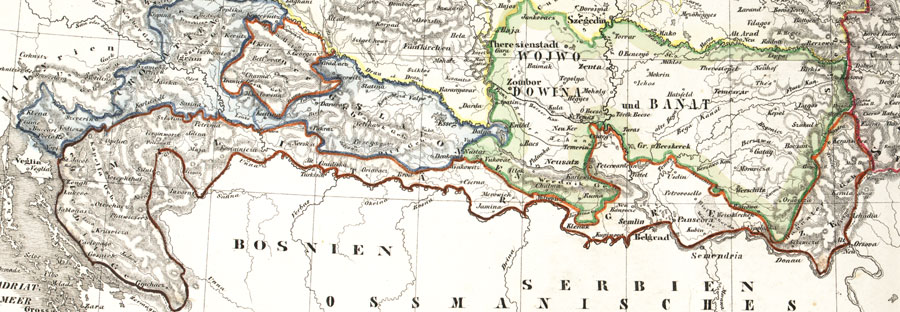
クライナの起源となった軍政国境地帯

その後の第一次世界大戦において、かつての軍政国境地帯はユーゴスラビア王国の領土となり、そのほかのクロアチアおよびスラヴォニアのほとんどの地域と共に、同国のサヴァ州の一部とされた。戦間期において、クロアチア、スラヴォニアに住むセルビア人は、ボスニア・クライナ（Bosanska Krajina）や西セルビアのセルビア人とともに、スヴェトザル・プリビチェヴィッチ（Svetozar Pribićević）の指導の下で独立民主党を結成した。新しいユーゴスラビア王国において、クロアチア人とセルビア人の間には同国の政治展望を巡って険しい緊張関係があり、クロアチアの自治を求める訴えは、彼らの指導者で議員のスティエパン・ラディッチ（Stjepan Radić）の暗殺と、セルビア人が支配する治安組織による弾圧によって最高潮に達した。
1939年から1941年にかけて、ユーゴスラビア王国におけるクロアチア人とセルビア人の政治的・社会的な敵対関係を解消するべく、クロアチア自治州が設置され、かつての軍政国境地帯もボスニア・ヘルツェゴビナの一部とともに、その内側へと組み込まれた。1941年、枢軸国はユーゴスラビアを侵攻し、クロアチア独立国が建国された。クロアチア独立国には、現在のクロアチア、ボスニア・ヘルツェゴビナの全域に加え、セルビアの一部（スレム地方）も含まれた。アレクサンダル1世の暗殺などに関わっていたクロアチア人の民族主義組織・ウスタシャは、ドイツによって新しいクロアチア独立国の支配者として導入された。ウスタシャによってセルビア人、ユダヤ人や反対勢力のクロアチア人に対するジェノサイドが実行され、数十万人が殺害された。この間、クロアチア人たちは、支配するウスタシャを支持するか、それに反して共産主義で反ファシズムのパルチザンに協力した。他方、この地域のセルビア人のうち、クニンでは多くがチェトニックに、バニヤ（Banija）やスラヴォニアでは多くがパルチザンに加わった。第二次世界大戦の終わりには、共産主義のパルチザンが支配権を得た。戦後新たに成立したユーゴスラビア連邦人民共和国の構成国・クロアチア人民共和国の一部となった。同国は1963年4月7日、クロアチア社会主義共和国と改称された。クロアチアの自治統治機構はチトーの連邦政府の統制を受けたが、連邦の1965年と1974年の憲法改正はクロアチア領内のセルビア人を含む少数民族の権利を高めた。
1991年のクロアチアの独立宣言に対して、セルビア人が居住するこの地域ではセルビア人クライナが結成された。クライナは次の各地域を含む:
- かつての軍事境界線地域の一部、セルビア人が多数派を占める地域。
- ダルマチア北部。かつての軍事境界線には含まれないものの、セルビア人が多数派を占める。
- セルビアと国境を接する地域。セルビア人が大きな少数派となっている地域。

ただし、かつての軍事境界線地域の少なくない一部は、クライナ・セルビア人共和国には含まれていない。クロアチア人が多数派を占めるリカ （Lika）や、ビェロヴァル（Bjelovar）、中部および南東部スラヴォニアは、クライナ・セルビア人共和国には含まれていない。

## クライナ・セルビア人共和国の成立
クロアチア領内のセルビア人地域は、それぞれフラニョ・トゥジマンおよびスロボダン・ミロシェヴィッチに率いられた1980年代のクロアチア人およびセルビア人の民族主義者の懸念の中心であった。1988年から事件が起こり始め、1989年には大規模なセルビアの政治的潮流となった。クロアチアの民族主義者による1990年の政治的勝利は、クロアチア独立の土台を形成し、このことがクライナ地域の緊張を更に高めた。クライナのセルビア人少数民族は政治的・軍事的にユーゴスラビア人民軍やミロシェヴィッチ率いるセルビアに依存していた。当時、セルビア人はクロアチアの人口の12.2%を構成し、1991年の段階で581,663人が自身をセルビア人と規定している。
セルビア人は、1990年4月にクロアチア大統領となったフラニョ・トゥジマンの政治に反対した。これらのセルビア人は1990年8月に反抗蜂起し、丸太革命（en）と呼ばれた。道路をまたいで丸太のバリケードが南に向かって築かれ、クロアチアからの分離を物理的に示した。これによってクロアチアは、海岸部のダルマチアがザグレブなど他の地域から分断された。クロアチア憲法が1990年12月に可決され、同憲法ではセルビア人はイタリア人、ハンガリー人などと共に少数民族に指定された。新しく制定されたクロアチア憲法がユーゴスラビア連邦憲法に違反しているとして、これをもってクライナの分離独立を正当化する議論も存在した。この立場からみれば、クロアチアは依然としてユーゴスラビア社会主義連邦共和国の一部であった。しかしユーゴスラビア崩壊の兆しがいよいよ強まるにつれ、クロアチアの政治家たちはユーゴスラビアからの完全独立を目指すようになり、ユーゴスラビア憲法はクロアチアにおける法的な効力を失っていった。クロアチアのセルビア人政治家は議会を退席することによって抵抗の意を示した。
クロアチアのセルビア人は1990年7月に独自のセルビア人国家議会を設置し、クロアチアの独立に反対の姿勢を示した。彼らは、もしクロアチアがユーゴスラビアから分離することができるのなら、クライナはクロアチアから分離することができると考えた。クライナ南西部のクニン出身の歯科医であったミラン・バビッチ（Milan Babić）は、クライナの大統領に選出された。抵抗するクロアチアのセルビア人は、クニンの警察署長ミラン・マルティッチ（Milan Martić）の指導の下、複数の準軍事組織を結成した。
1990年8月、クロアチアにおけるセルビア人の「独立と自治」を問う住民投票がクライナで実施された。決定は完全にセルビア人のみに限定され、99.7%の賛成で採択された。クロアチア政府は当然、この決定を違法で無効なものと認定し、セルビア人はクロアチアの国土を解体する憲法上の権利を持たないとした。1990年12月21日、バビッチの当局は、クライナ・セルビア人自治州（en）の設置を発表した。1991年3月16日、新たな住民投票が実施され、「クライナ・セルビア人自治州をセルビア共和国と併合し、セルビア、モンテネグロおよびそのほかのユーゴスラビアを維持したい国と共にユーゴスラビアの一部に留まることに対する賛否」を問うた。99.8%がこれに賛成票を投じて投票は可決された。クライナ議会はこれを受けて「クライナ・セルビア人自治州は憲法上の不可分のセルビア共和国の一部である」と宣言した。1991年4月1日、議会はクロアチアからの分離を宣言した。自治州の外にあるセルビア人が多数派を占める地区でも、自身がクライナの一部に加わり、ザグレブの政府への税金の支払いを停止すると発表した。自治州は、独自の通貨、軍、郵便サービスを構築しはじめた。
クロアチアは1991年5月19日にユーゴスラビアからの独立を問う住民投票を実施し、多くのセルビア人がボイコットする中、圧倒的多数でユーゴスラビアからの独立を支持した。1991年6月25日、クロアチアとスロベニアは共にユーゴスラビアからの独立を宣言した。ユーゴスラビア人民軍はスロベニアの独立阻止を図りスロベニア紛争を引き起こし、短期間の後にこれに失敗している。これと同時期に、クロアチアのセルビア人とクロアチアの治安維持軍との衝突が発生し、双方に多数の死者が出た。セルビア人たちの中には、自身を「チェトニック」と呼ぶものも現れた。クライナのセルビア人はユーゴスラビア人民軍の支援を受け、武器を供与された。クライナ領内にいた多くのクロアチア人は弾圧を恐れてクライナを脱出するか、セルビア人勢力によって強制的に退去させられ、故郷を後にした。欧州連合や国際連合は停戦合意や和平を模索し仲介に入ったものの、何ら成果を得ることはできなかった。
1991年8月、クライナとセルビアの指導者たちの間で合意が取り交わされた。旧ユーゴスラビア国際戦犯法廷の検察官は、のちにこれを、「クライナをセルビア人の支配する土地に変える目的での、クライナ領内からの非セルビア系住民の恒久的かつ武力による強制追放に乗り出すという、共同犯罪の企て」と説明している。このときの指導者たちの中には、ミラン・バビッチや、そのほかのクロアチアの反乱セルビア人勢力の有力者であるミラン・マルティッチ（Milan Martić）や、セルビアの武装勢力の指導者であるヴォイスラヴ・シェシェリ（Vojislav Šešelj）、当時はクロアチアにおけるユーゴスラビア人民軍の指揮官であったラトコ・ムラディッチ将軍などが含まれる。
その後のバビッチに対する戦犯法廷におけるバビッチの証言によれば、1991年の夏にスロボダン・ミロシェヴィッチの指揮下にあるセルビアの秘密警察によって、「クライナの治安・警察機関と、セルビア治安当局による2重構造」が構築されたとしている。「Vukovi sa Vucjaka」（ヴツャクの狼）や「Beli Orlovi」（白い鷹、White Eagles）などと名乗る不明瞭な準軍事組織がセルビアの秘密警察によって組織され、この2重構造の要となっている。
より大規模な戦争は1991年8月に始まった。その後数ヶ月にわたって、クロアチアの国土の3分の1を占めるクライナ地方一帯は、セルビア人反乱勢力によって支配された。地域のクロアチア人住民は弾圧を受けて地域から脱出したり、多くの殺害を含む強制的な立ち退きを迫られるなど、民族浄化へとつながっていった。8月から12月にかけてが戦闘のピークであり、1991年12月の時点でおよそ8万人のクロアチア人が追放されるか殺害された。更に多くが西スラヴォニアの戦闘でも死亡するか脱出した。クロアチアとセルビアの国境地帯はこのときはクライナではなく、この衝突で中心的役割を果たしたのはユーゴスラビア人民軍であった。この間に発生したゴスピッチの虐殺（en）はクロアチア軍によるセルビア人住民に対する虐殺のひとつである。
1991年12月19日、クライナ・セルビア人自治州は自身を「クライナ・セルビア人共和国」と宣言した。1992年2月26日、それまでクライナ地区のみを領有していたクライナ・セルビア人共和国に、西スラヴォニア・セルビア人自治州、スラヴォニア・セルビア人自治州、バラニャおよび西スレムも加わった。1992年3月19日、クライナ・セルビア人軍（Српска Војска Крајине / Srpska Vojska Krajine）が公式に結成された。クライナ・セルビア人共和国は最大時には17,028平方キロメートルを支配した。クロアチアは当時、軍と防衛の主力、地域警察を構築中であり、セルビア人勢力を支援するユーゴスラビア人民軍に対して劣勢であった。クライナ・セルビア人共和国は完全に内陸に位置していたが、クロアチアの領土の深くへと侵攻していった。クライナはクロアチアの沿岸の都市ザダルを包囲し、周辺地域にいた80人を殺害、クロアチアの南北を結ぶマスレニツァ橋（Maslenica）を損害した。セルビア人勢力は更にシベニク制圧を試みたが、クロアチア側は防衛に成功し、ユーゴスラビア人民軍を退けている。
しかしながら、ヴコヴァルの町はユーゴスラビア人民軍の攻撃によって完全に破壊された。ヴコヴァルの町はユーゴスラビア人民軍による数ヶ月にわたる攻撃にさらされた。2千人のヴコヴァルの防衛側の戦闘員および市民が殺害され、800人が行方不明、2万2千人が脱出を強いられた。負傷者はヴコヴァル病院からオルチャラ（Ovčara）に移送され、殺害された。

## 1992年の脆い停戦
1992年1月、クロアチア大統領のフラニョ・トゥジマンとセルビア大統領のスロボダン・ミロシェヴィッチとの間で停戦合意が交わされ、サイラス・ヴァンスが推進した国際連合による和平案にむけての道筋をつけた。ヴァンス和平案では、4つの国連保護区（UNPAs）がクロアチア領内のクライナ支配地域に設置された。ヴァンス案はユーゴスラビア人民軍のクロアチア領からの撤退と、脱出した避難民の故郷への帰還を求めた。ユーゴスラビア人民軍は1992年の5月に公式に撤退したものの、多くの軍の武器と構成していた人員がクライナに留まり、クライナ・セルビア人共和国の治安維持軍に加わった。避難民の帰還は認められず、その後もクライナに留まった多くのクロアチア人およびそのほかの少数民族が追放されるか殺害された。1992年2月21日、国連保護区の治安を維持するために国連安全保障理事会によって国連保護軍の結成が決定された。合意によって、その後3年間にわたってクロアチア側とクライナ・セルビア人との前線は凍結・維持された。クロアチアとクライナの実際の戦闘は停止された。クライナ・セルビア人共和国はこの間、いかなる国家や国際機関からも法的な承認を得ることは出来なかったものの、セルビアに友好的なギリシャ、ルーマニアおよびロシアからの支持を得た。
1992年12月30日にクロアチアの郡が設置された際、クロアチア政府はこのほかに2つのセルビア人の自治地域（kotar）をクライナ地域に設定した。しかしながら、これはクライナ側が求めていた自治の水準に達しておらず、現時点においてクライナは事実上の独立国であるとして、クライナのセルビア人側はこれを既に遅すぎると判断した。

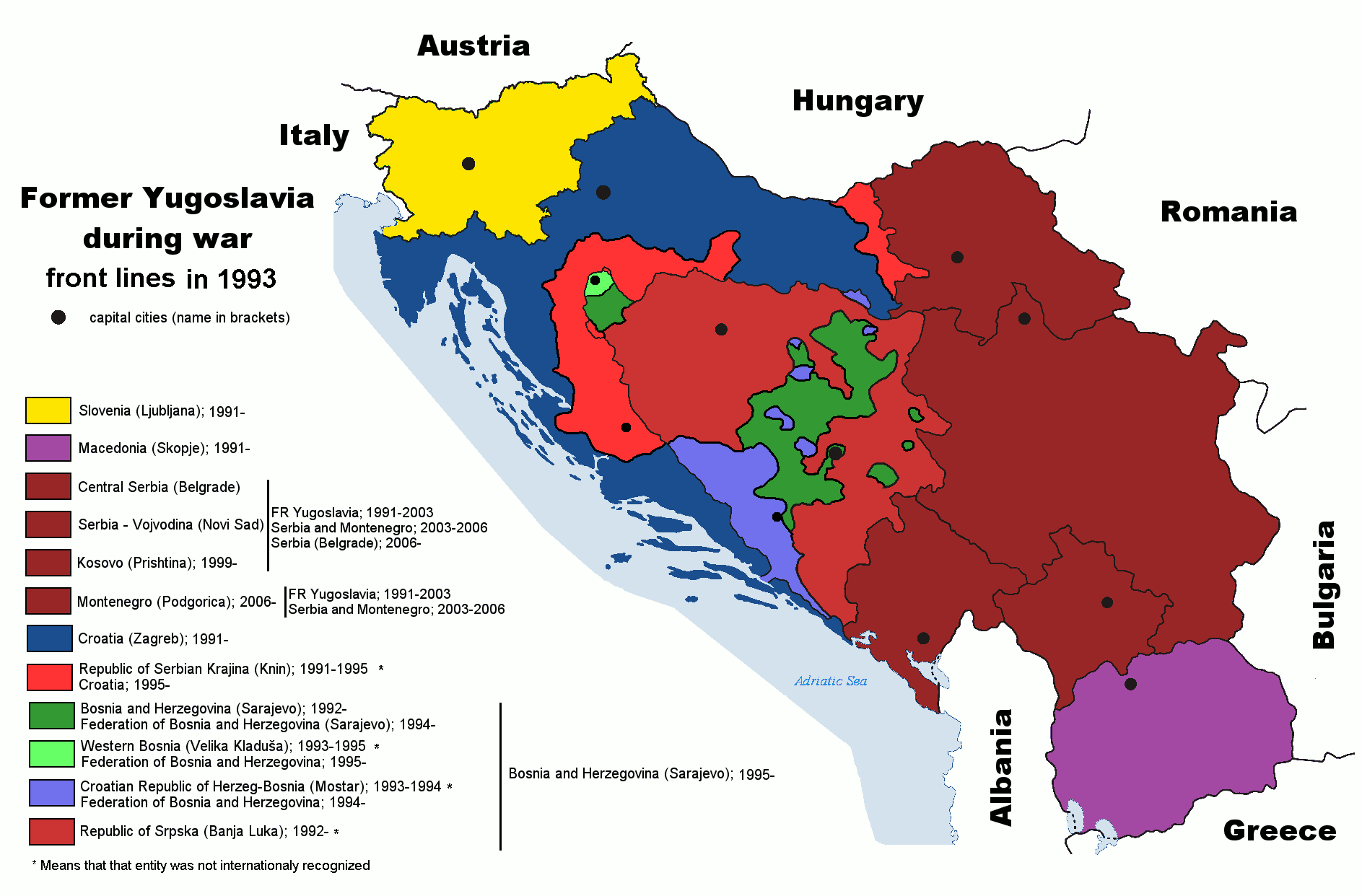
War in former Yugoslavia

国連保護軍は停戦を維持するためにクライナ地域に広く展開したが、軽武装と多くの制約が課せられ、実際には停戦監視軍の役割を大きく超えることはなかった。保護軍は避難民のクライナへの帰還の安全を保障することは全くできていなかった。それどころか、実際にはクライナ・セルビア人共和国では、セルビア人武装勢力が実効力を持ち、避難民の帰還を不可能としていた。彼らは、クライナにおいてクロアチア人の村落や文化的・宗教的建築物を破壊し、クライナ地域に存在したクロアチア色を一掃するための活動を推し進めていた。クライナ・セルビア人共和国の政治のトップにあったミラン・バビッチは後に、この政策を推進したのはベオグラードの政府で、セルビアから送り込まれた秘密警察による、つまり究極的にはミロシェヴィッチによるものであったと証言している。ユーゴスラビア人民軍が「平和維持のため」という名目で駐留しながら実際には全面的にクライナ・セルビア人勢力の側に立っていたことからも、ベオグラードの意向がクライナにおいて強く反映されていたことが理解できる。ミロシェヴィッチはこの主張を否定しており、バビッチの発言を保身目的とする主張もある。

## クライナ・セルビア人共和国の終焉
ヴァンス案の部分的な履行によってクライナ・セルビア人共和国とセルビアとの間に溝を作った。クライナはセルビアの支援を受けており、同国に燃料、兵力、資金を依存していた。ミラン・バビッチはヴァンス案に強硬に反対したものの、クライナの議会による圧力に屈した。1992年2月26日、ミラン・バビッチは解任され、クライナの大統領の座はミロシェヴィッチに忠実なゴラン・ハジッチに取って代わられた。バビッチはその後もクライナの政界に留まったものの、以前のような影響力のある存在ではなかった。
クライナ・セルビア人共和国の地位はその後3年間の間に大きく揺らいでいた。表面的には、クライナは国家として備えるものはすべて備えていた。兵力、議会、大統領、政府と閣僚、独自の通貨と切手などがそれである。しかしながら、その経済は完全にセルビアに依存しており、同国のハイパーインフレによる影響の直撃を受けた。クライナ・セルビア人共和国は独自の通貨クライナ・ディナール（en）を発行し、1992年7月以降ユーゴスラビア・ディナールと並存していた。この後、これに1993年10月1日には「10月ディナール」の発行、1994年1月1日の「1994年ディナール」の発行へと続いていった。「1994年ディナール」は、「10月ディナール」の10億ディナールと等価であった。
クライナ地域の経済状況は大変な困難に陥っていた。1994年の時点で、およそ43万人の人口のうち、雇用されていたのはわずかに3万6千人であった。戦争によってクライナはそのほかのクロアチア地域から切り離され、クライナ域内の生産業は操業停止した。クライナには天然資源はわずかしかなく、ほとんどの資源や燃料・物品を輸入に頼らざるを得ない状況にあった。農業は荒廃し、生産量は必要最低限の分を超えることはほとんどなかった。技能労働者はセルビアやその他の国へ職を求めて流出してしまった。更に状況を悪くしたのは、クライナ・セルビア人共和国の政府はひどく腐敗しており、地域は闇経済とその他の多くの犯罪活動に広く覆われていた。1990年代なかばにおいて、クライナ・セルビア人共和国の経済は和平あるいはユーゴスラビアからの支援なしには成立しなかったことは明らかである。また、ミロシェヴィッチ率いるセルビア側からみても、クライナがセルビアの政治・経済にとって望まれざる重荷となっていたことも明白である。ミロシェヴィッチの政府は、紛争を鎮めるためにクライナのセルビア人勢力の支援を試みたものの、これに失敗して大きな不満を抱えることになった。
クライナ共和国の弱点はその軍事力であるクライナ・セルビア人軍（Vojska Srpske Krajine, VSK）にもあった。1992年の停戦が結ばれて以降、クロアチアは巨額の資金を投じて、武器の購入と、アメリカ合衆国の支援による兵士の訓練を行った。同じころ、クライナ・セルビア人軍は次第に弱化し、兵士の士気は下がり、訓練や準備も疎かになっていた。クライナ・セルビア人軍はわずか5万5千人の兵力でしかなく、その少人数で600キロメートルに及ぶクロアチア側との前線と、ビハチを中心とするボスニア・ヘルツェゴビナのムスリム人地域との100キロメートルに及ぶ前線の両者を維持しなければならなかった。兵力のうち1万6千人は東スラヴォニアに配置されており、クライナの主部を守っていたのはわずか3万9千人であった。現実的には、5万人の兵力のうち3万人のみが完全に動員されていた。クライナ・セルビア人軍は機動性が低く、自身よりもはるかに強力なクロアチア軍と対峙しなければならなかった。またクライナ・セルビア人軍はハジッチ支持とバビッチ支持の2つのグループに分断されていた。両者の間で負傷者がでる衝突事件も起こっている。
クロアチア初期の能力については、1993年1月に知れていた。1993年9月の第二次構成において、クロアチア軍は南クライナで「メダク・ポケット作戦」（en）を実行、セルビア人支配地域へ侵入した。クロアチア軍の戦闘は国際社会からの強い圧力によって中止したものの、クロアチア軍はその後も強化を続けた。セルビア人武装勢力はこの間に軍の強化をすることが出来たものの、クロアチア軍の強化はそれを凌駕していた。そのために、ヴォイスラヴ・シェシェリに率いられたおよそ4千人の「白い鷹」や、アルカンに率いられたセルビア義勇親衛隊がクライナ守備のために送られた。彼らは、クライナの軍や政府は無秩序状態であると理解していた。

## 嵐作戦
Z-4案（en）がクロアチア、クライナ双方によって拒否された後、クライナ・セルビア人共和国の終焉は1995年に訪れた。クロアチア軍は5月の閃光作戦（en）によって西スラヴォニアの支配権を獲得すると、8月には嵐作戦（en）によってクライナの主要部分のほとんどをクロアチアの支配下へと復帰させた。クライナ・セルビア人共和国は解体され、ほぼ全てのセルビア人はクロアチア領を脱出した。この時以降、クロアチアでは8月5日を「勝利と祖国への感謝の日」として祝福する。
将軍アンテ・ゴトヴィナを含む多くのクロアチア軍の士官が、ハーグの旧ユーゴスラビア国際戦犯法廷（ICTY）によって訴追された。訴追理由は、クロアチア軍兵士による民間のセルビア人に対する残虐行為に対する指導者責任を問うものである。
15万人から20万人のクロアチア領内のセルビア人たちは一団となってクロアチア領クライナを追われ、大部分がセルビアへ、また一部は東スラヴォニアへと流れ着いた。彼らの一部はクライナ・セルビア人共和国の当局にそって早期に脱出させられ、またその他の多くは嵐作戦の後に恐怖と作戦後の混乱から逃れるためにクライナを脱出した。クライナのセルビア系住民の間に広がっていた恐怖は理由なきものではなかった。多くのセルビア人がクロアチア軍兵士によって殺害され、各地で残虐行為が発生していた。UNPROFORによると、11月までに200を超える殺害が起こっていた。また、クロアチア軍の指令による放火も各地で幅広く起こっていた。ICTYはこれを、脱出したセルビア人の帰還を防止するためのものと評した。最終的には、クライナの主要部分（東スラヴォニアを除く）にはわずかに4千人のセルビア人のみが留まっていた。
クライナを脱出したクロアチア人の多くと、セルビア人の幾らかはクライナに戻ったものの、クライナのセルビア人人口は以前から比べるとごく一部に過ぎない。1992年にクロアチア政府によって計画されていたクライナの自治区設置案は1997年2月7日に破棄され、クライナ地域は完全にクロアチア本国の一部へと統合されている。
旧クライナ・セルビア人共和国の領土のうちの一部（西部のドナウ川沿いの地方）はそのまま残り、「東スラヴォニア・バラニャおよび西スレム共和国」へと改称した。これは「東スラヴォニア・バラニャおよび西スレム・セルビア人自治州」（Srpska Autonomna Oblast Slavonija, Baranja i zapadni Srem）、あるいは「スレム＝バラニャ州」（Sremsko-Baranjska Oblast）とも呼ばれる。国家と地方の当局は国際連合の支援の下、1995年にエルドゥト合意に調印し、国際連合東スラヴォニア・バラニャおよび西スレム暫定統治機構（United Nations Transitional Administration for Eastern Slavonia, Baranja and Western Sirmium, UNTAES）の平和維持活動の下、移行期間が設けられることになった。UNTAESはこの地域の平和的なクロアチアへの再統合を監視した。UNTAESの活動は1998年に終了し、東スラヴォニア地域は平和的にクロアチアへと統合された。その後もシャレングラード島（Šarengrad）、ヴコヴァル島（Vukovar）はセルビアの軍事支配のもとに留まった。2004年にセルビア軍は両島から撤退し、セルビア警察の統治となったが、この領有問題は解決されていない。

## 戦争犯罪

### クロアチア人
複数のクロアチア国軍の将校が旧ユーゴスラビア国際法廷（ICTY）によって複数の戦争犯罪の罪で訴追されている。その中には、殺人、虐待、略奪、民族浄化計画といったものが含まれる。
- アンテ・ゴトヴィナは150人のセルビア人に対する殺害と、数千人のセルビア人に対する残虐行為、国外追放の容疑で訴追[20]

- イヴァン・チェルマク（Ivan Čermak）とムラデン・マルカチュ（Mladen Markač）は、独自に組織犯罪を企画し、立案し、実行し、参加した。その主目的はクライナ地域からの恒久的なセルビア人の排除であり、武力や恐怖、脅迫、残虐行為、強制排除、強制移動、追放、セルビア人の資産の奪取および破壊、その他の犯罪に関係する行為を方法として用いた[21] [22]。

### セルビア人
クライナ・セルビア人共和国の指導者のほとんど全てが、ICTYによって戦争犯罪者として訴追されている 。
- ミラン・バビッチ（Milan Babić）、クライナ・セルビア人共和国大統領。人道に対する罪としての政治的、民族的、宗教的迫害で有罪が認定され、懲役13年。バビッチは2006年3月6日、ICTYの刑務所内で遺体となって発見された。自殺と考えられる[24] 。
- ミラン・マルティッチ（Milan Martić）、クライナ・セルビア人共和国大統領。複数の戦争犯罪によって懲役35年。その中には、残虐行為、拷問、強制排除、市民への攻撃が含まれる[25]。
- ゴラン・ハジッチ（Goran Hadžić）は2011年7月20日にセルビア国内で逮捕された[26]。2014年に脳腫瘍が見つかったため審理を中断し、治療を受けていたが、2016年7月12日に死去[27]。
- ヨヴィツァ・スタニシッチ（Jovica Stanišić）、セルビア国家保安庁（SDB）長官。およびフランコ・シマトヴィッチ（Franko Simatović）、国家保安庁司令官。人道に対する罪としての複数の迫害行為、および殺害への指導者責任[28]。
- モムチロ・ペリシッチ（Momčilo Perišić）、ユーゴスラビア軍の参謀総長。殺害の罪で裁判を受ける予定[29]。

## 人口
1990年代のはじめごろ、戦争が始まる前には、クライナ（後のUNPAゾーン北および南。西および東スラヴォニアは含まず）の3分の2の人口はセルビア人であった。これらのセルビア人は当時のクロアチア社会主義共和国のセルビア人人口の29%を占めていた。クロアチアの全人口に占めるセルビア人の割合は12.2%であった。民族間の緊張の高まりによって、戦闘が始まるより前から民族別の人口構成は大きく変化し始めた。
戦争が始まる直前の1991年の春に実施された公式の国勢調査は、クロアチアのデータの書籍には記載されているものの、その後は公開されていない。ここに、2つの異なる紛争前の人口分布調査がある。上の表に掲載したデータは、ユーゴスラビア国際戦犯法廷による。ミロシェヴィッチに対する起訴状によるものであり、下の表に掲載したデータは、クロアチア公式のものである。
クライナ・セルビア人共和国の各地域における民族分布は、ユーゴスラビア国際戦犯法廷のデータによれば下記の通りである:
| UNPA ゾーン 北および南                                                | UNPA セクター 西                                                    | UNPA セクター 東                                                        | 合計                                                                            |
| --------------------------------------------------------------------- | ------------------------------------------------------------------- | ----------------------------------------------------------------------- | ------------------------------------------------------------------------------- |
| 168,437 (67%) セルビア人 70,708 (28%) クロアチア人 13,101 (5%) その他 | 14,161 (60%) セルビア人 6,864 (29%) クロアチア人 2,577 (11%) その他 | 61,492 (32%) セルビア人 90,454 (47%) クロアチア人 / 40,217 (21%) その他 | 244,090 (52.15%) セルビア人 168,026 (35.9%) クロアチア人 55,895 (11.94%) その他 |
| (Source: ICTY)                                                        |                                                                     |                                                                         |                                                                                 |

クロアチアによる公式のデータは上記のものとは異なっている。以下に、クロアチアの公式データに基づく民族分布を示す:
| UNPA ゾーン 北および南                                                    | UNPA セクター 西                                                            | UNPA セクター 東                                                            | 合計                                                                            |
| ------------------------------------------------------------------------- | --------------------------------------------------------------------------- | --------------------------------------------------------------------------- | ------------------------------------------------------------------------------- |
| 169,906 (66.7%) セルビア人 69,646 (28%) クロアチア人 13,183 (5.5%) その他 | 35,206 (35.4%) セルビア人 43,063 (43.3%) クロアチア人 21,183 (21.3%) その他 | 57,208 (30.4%) セルビア人 92,398 (49.1%) クロアチア人 35,578 (20.5%) その他 | 258,320 (48.16%) セルビア人 205,107 (38.24%) クロアチア人 72,944 (13.6%) その他 |

どちらの統計も、「ピンク・ゾーン」（UNPAの外にあるがクライナ・セルビア人共和国の領土とされた領域）は含まない。これらのゾーンでは、UNPAゾーンよりも更に多くのセルビア人人口比率であった。たとえば、メダク（Medak）、ヴルリカ（Vrlika）、リチュキ・オシク（Lički Osik、『テスリングラード』Teslingrad）、ヴルホヴィネ（Vrhovine）、プラスキ（Plaski）などがこれにあたる。
最大の食い違いがあるのはUNPAセクター西であり、これはおそらくこのゾーンは本来は西スラヴォニアの一部（グラビシュノ・ポリェ Grubišno Polje、ダルヴァル Daruvar、パクラツ Pakrac、パプク Papuk の西斜面）を含んでいるが、紛争の後半ではクライナ・セルビア人共和国の支配下になかったことと関連していると考えられる。
クライナ・セルビア人共和国が建国された時代、戦争状態によって正確に人口を把握することは困難であった。多くのセルビア人難民がクロアチアやボスニア各地から逃れてクライナに移り住み、逆に領内にいた多くの住民が貧困の広がりのためにクライナを脱している。
1994年のクライナ共和国による推計では、人口のうち91%がセルビア人、7%がクロアチア人、2%がそのほかとしている。
見かけ上の人口減少は、各地から流入してきたセルビア人の数よりも、領域からの脱出のほうが数において勝っていたためであろうと考えられる。他方、クロアチアの当局はこの事実を扇動的に利用した。1995年に東スラヴォニアおよびUNPAゾーン北・南から脱出したセルビア人の数は、国連の当局によって概ね15万人から25万人の範囲と推定されている。

## 法的地位
1992年から1995年にかけてクライナ・セルビア人共和国が存続していた間、この国家はいかなる国際的承認を得ることもできなかった。また、1974年のユーゴスラビア社会主義連邦共和国憲法、およびクロアチア社会主義共和国の憲法によれば、この地域の自決権はなく、クロアチアからの分離もみとめられていなかった。1992年1月の欧州連合理事会旧ユーゴスラビア和平委員会調停委員会（バダンテール委員会）によって、「ユーゴスラビアは解体されており、クロアチアをふくむその構成国は独立を国際的に承認されるべきである」と結論した。。委員会はまた、これらの共和国の領土の統一も命じた。世界のほとんどの国にとって、これがクロアチア承認の理由となった。しかしながら、セルビアはこの委員会による結論を受け入れず、この時点でのクロアチア承認を拒み、委員会による結論は国際法律家らによって異議がもたれている。

## 亡命政府
クライナ・セルビア人共和国の自称・亡命政府が存在する。亡命政府は嵐作戦によるクライナ制圧のあと短期間のみ存続したものの、2005年に再興されている。

### 人物
- スロボダン・ミロシェヴィッチ - セルビア大統領
- ジェリコ・ラジュナトヴィッチ
- ヴォイスラヴ・シェシェリ

- フラニョ・トゥジマン - クロアチア大統領
- アンテ・ゴトヴィナ
- 嵐作戦

### ボスニア・ヘルツェゴビナ連邦領内に成立した自治国家
- スルプスカ共和国 - セルビア人国家
- ボスニア・ヘルツェゴビナ連邦 - クロアチア人とボシュニャク人の連合
- ヘルツェグ＝ボスナ・クロアチア人共和国 - クロアチア人国家
- 西ボスニア共和国 - ボシュニャク人国家